# Distretto di Urubamba
Il distretto di Urubamba è uno dei sette distretti della  provincia di Urubamba, in Perù. Si trova nella regione di Cusco.